# Chihuahua, La Trinitaria
Chihuahua är en ort i Mexiko.   Den ligger i kommunen La Trinitaria och delstaten Chiapas, i den sydöstra delen av landet, 900 km sydost om huvudstaden Mexico City. Chihuahua ligger 878 meter över havet och antalet invånare är 1 088.
Terrängen runt Chihuahua är kuperad åt nordost, men åt sydväst är den platt. Runt Chihuahua är det ganska glesbefolkat, med 42 invånare per kvadratkilometer. Närmaste större samhälle är La Trinitaria, 13,1 km nordväst om Chihuahua. Omgivningarna runt Chihuahua är en mosaik av jordbruksmark och naturlig växtlighet.